# Podosphaera pannosa
Podosphaera pannosa är en svampart som först beskrevs av Carl (Karl) Friedrich Wilhelm Wallroth, och fick sitt nu gällande namn av de Bary 1870. Podosphaera pannosa ingår i släktet Podosphaera och familjen Erysiphaceae.   Inga underarter finns listade i Catalogue of Life.
I den svenska databasen Dyntaxa används istället namnet Sphaerotheca pannosa för samma taxon.  Arten är reproducerande i Sverige.

## Källor

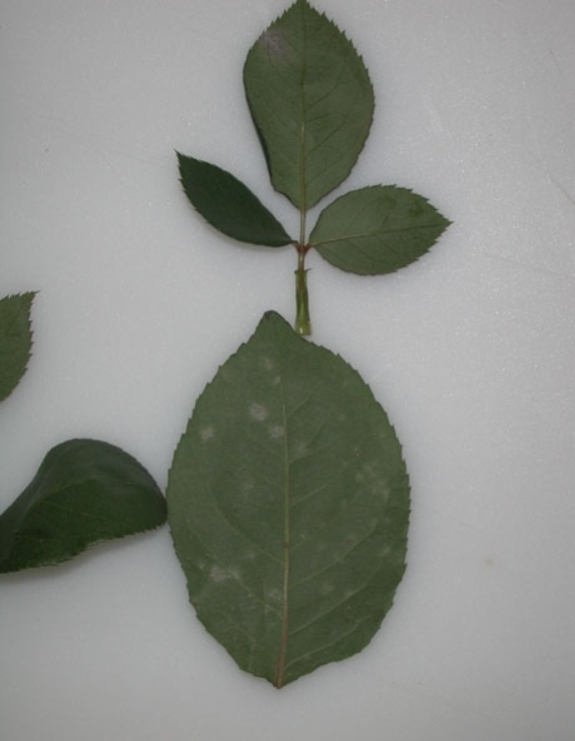
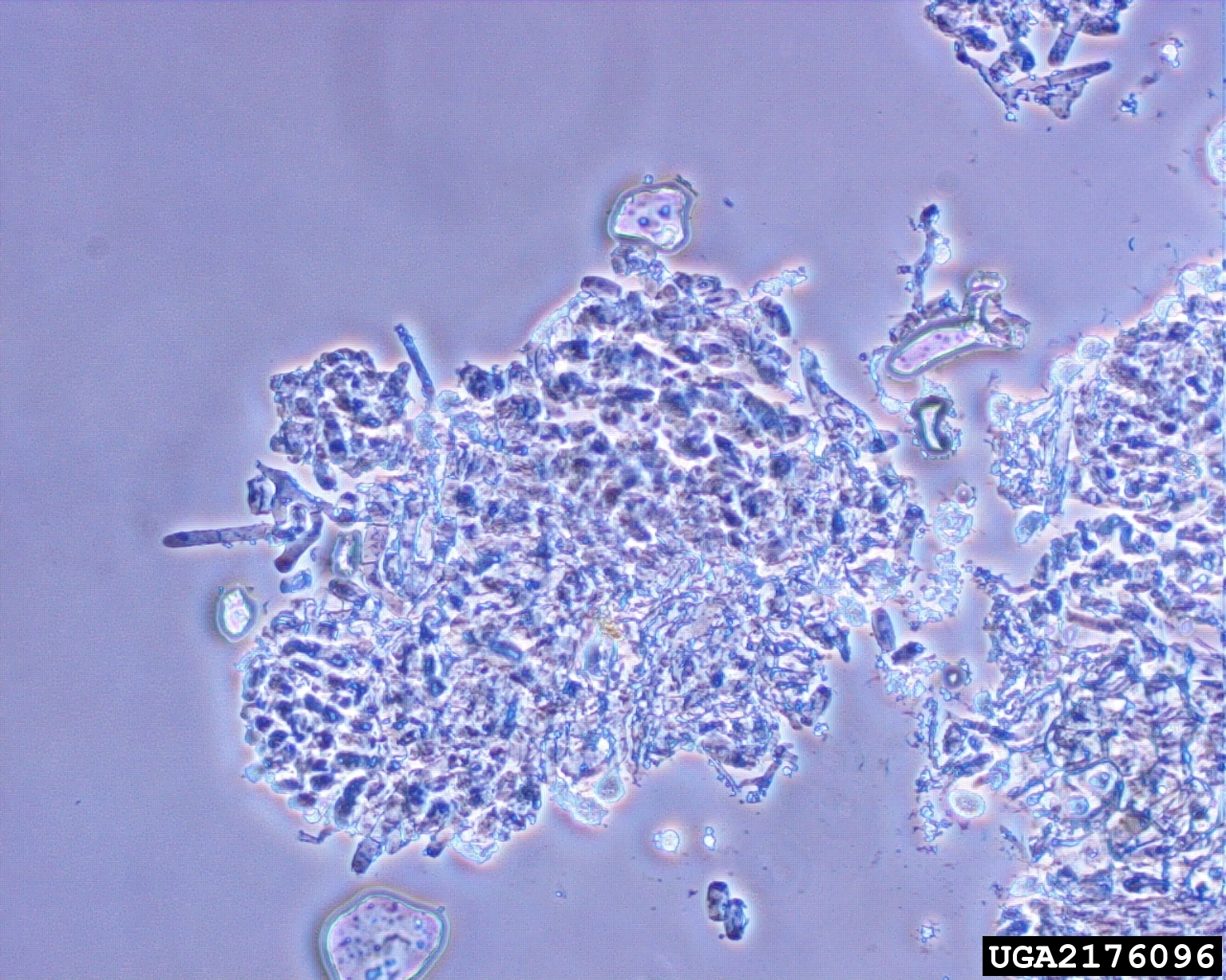